# Valgrana
Valgrana (piemontesisch Valgran-a, okzitanisch Vergrana) ist eine Gemeinde in der italienischen Provinz Cuneo (CN), Region Piemont.

## Lage und Einwohner
Valgrana liegt rund 15 Kilometer westlich von der Provinzhauptstadt Cuneo entfernt im Valle Grana. Das Gemeindegebiet umfasst eine Fläche von 23,1 km² und hat 795 Einwohner (Stand 31. Dezember 2023). Zur Gemeinde gehören die Fraktionen (Frazioni) Arlotto, Biut, Bottonasco, Cavaliggi, Masineri, San Matteo und Sant’Anna. Der höchste Punkt der Gemeinde ist der Gipfel des Monte Tamone (1393 m).
Die Nachbargemeinden sind Bernezzo, Caraglio, Montemale di Cuneo, Monterosso Grana und Rittana.

## Geschichte

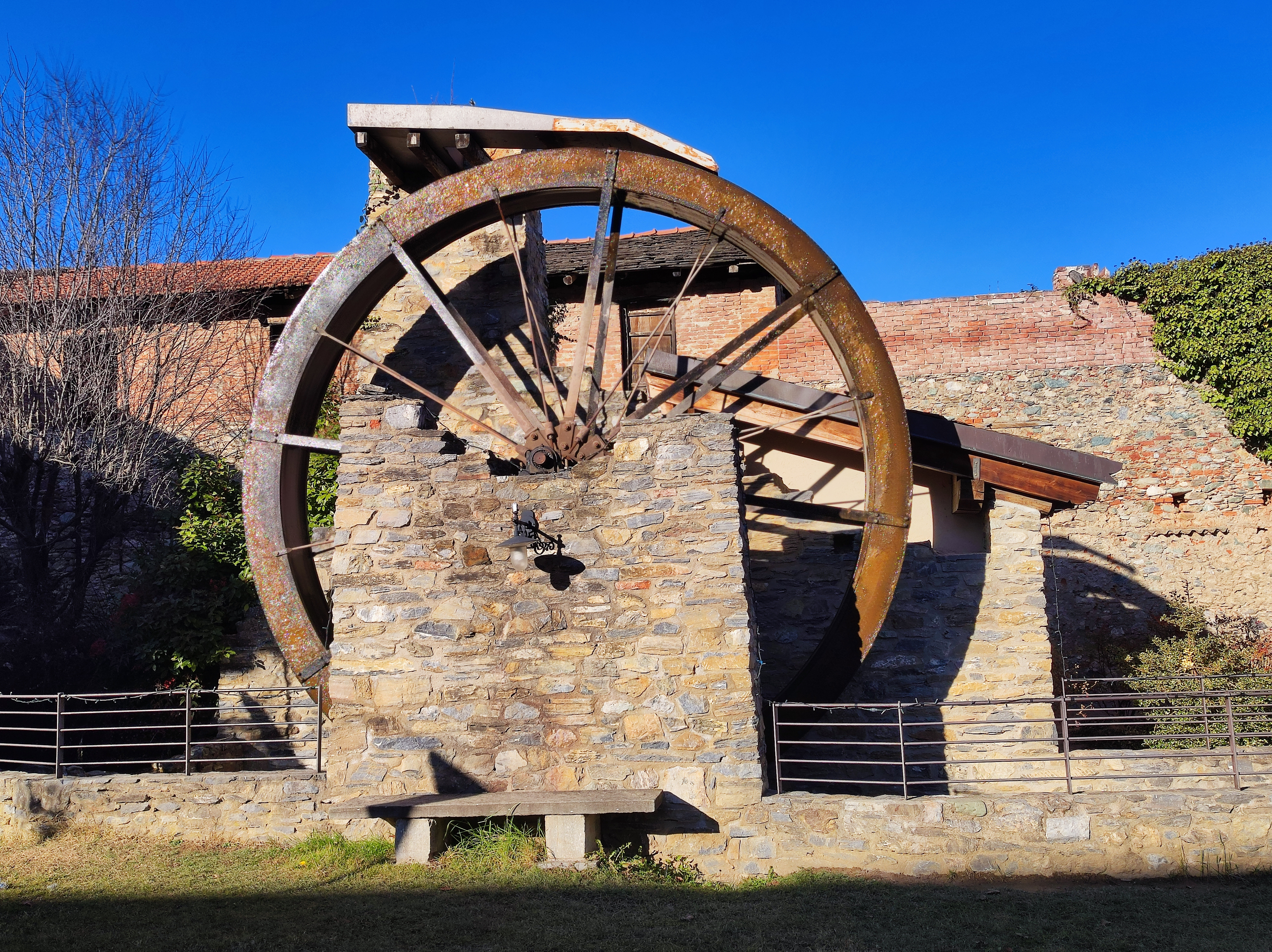
Gedenkstätte Paschero Mühle

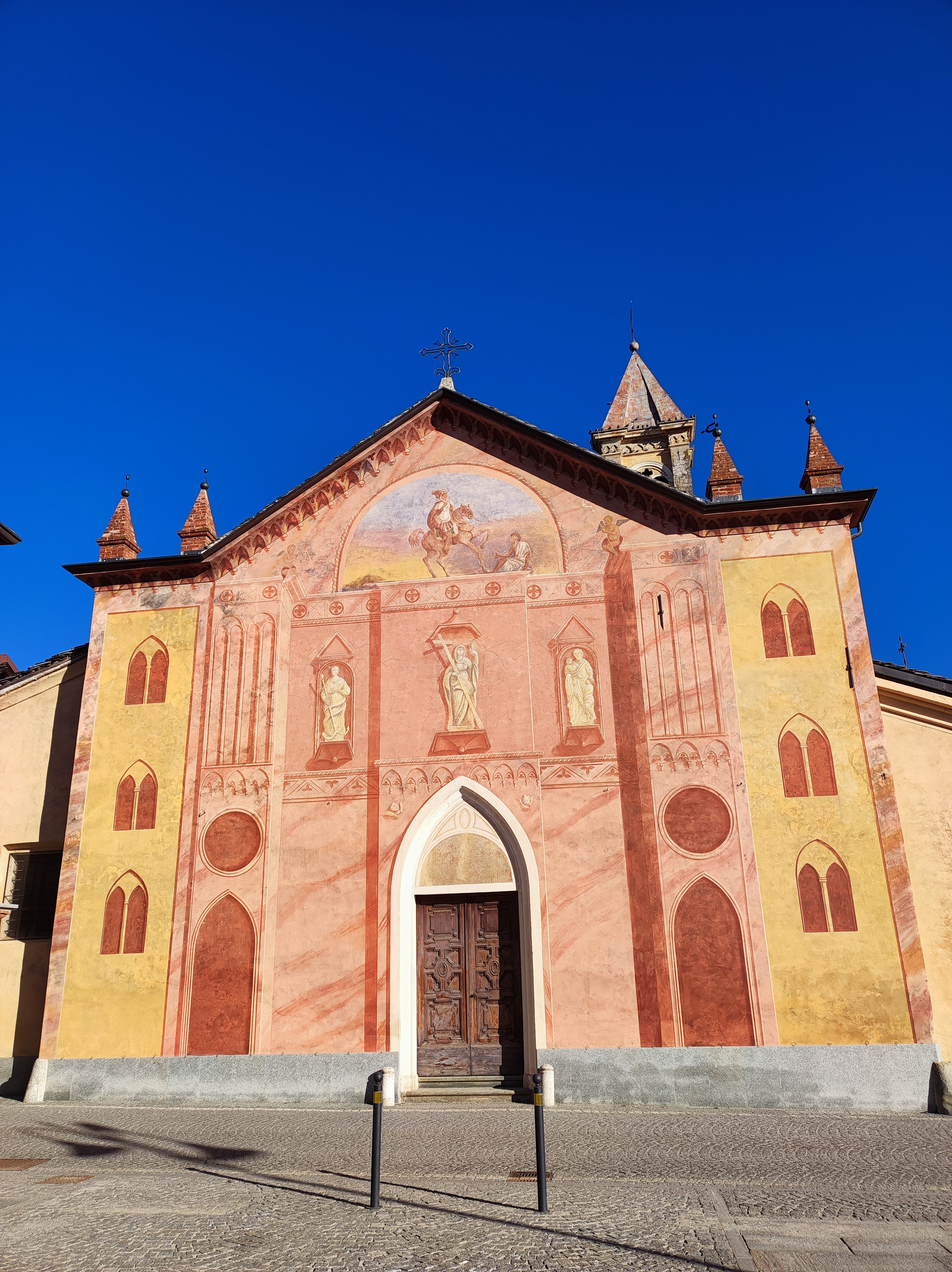
Kirche San Martino

Der Ortsname erscheint in mittelalterlichen Dokumenten in der Form „Valle Gramna“, gefolgt von „Valgranna“ und dann „Vallegrana“. Das Vorhandensein eines „Tals“ wird durch die Lage der Siedlung an der Talmündung begründet.
Es gibt nur wenige historische Informationen über die frühen Ereignisse des Dorfes. Es ist bekannt, dass es zwischen Cuneo und den Markgrafen von Saluzzo umstritten war und beiden unterstand, bis es Ende des 16. Jahrhunderts unter die Herrschaft der Savoyer kam.
Im Jahr 1744 wurde Valgrana von französisch-spanischen Truppen überfallen, die dann weiter in Richtung Cuneo vordrangen. Im Jahr 1800 brach eine Cholera-Epidemie aus, die im Laufe des Jahrhunderts mehr als hundert Todesopfer forderte.
Aus historisch-architektonischer Sicht ist die alte Burg interessant, von der aber nur noch wenige Ruinen übrig sind. Bemerkenswert sind auch die Kapelle Santa Croce aus dem 15. Jahrhundert und die Kapelle San Bernardo aus dem 15. Jahrhundert, die einen interessanten Bilderzyklus von Pietro da Saluzzo beherbergt. Auch die Kapelle Sant’Anna und die Kapelle San Matteo gehören zu den wertvollen Bauten der Gemeinde.
Beim Abstieg ins Tal stößt man auf die Kirche Santa Maria della Valle, ein romanisches Gebäude, von dem man annimmt, dass es das älteste im gesamten Grana-Tal ist. Erwähnenswert sind auch die Pfarrkirche San Martino aus dem 13. Jahrhundert, die wertvolle Fresken aus dem 15. Jahrhundert enthält, das sogenannte Richterhaus, einst Gefängnis und Sitz des Gerichts, mit charakteristischen Steinbalkonen und das Grafenhaus, die alte Residenz der örtlichen Herren, die an der Fassade ein großes Wappen aus dem 17. Jahrhundert und im Inneren Loggien und Decken aus dem 16. Jahrhundert bewahrt. Interessant ist schließlich auch die 1776 erbaute Kirche San Giuseppe.
Der Wiederaufbau der Paschero Mühle soll an die zivilen Opfer des Zweiten Weltkrieges erinnern, die in dieser tragischen Zeit ihr Leben verloren haben. Das 1905 erbaute Mühlerad war bis 1972 in Betrieb und diente im Befreiungskrieg von 1943 bis 1945 als Treffpunkt und Versorgungspunkt der Partisanengruppen.
Valgrana S.P.A. ist ein Käsehersteller mit Sitz in Scarnafigi.